# Luis López Pérez
Luis López Pérez   (Petrer, c. 1962), conegut com a Luisake, és un ex-pilot de motocròs valencià, quatre vegades Campió d'Espanya en 250 cc durant les dècades del 1980 i 1990. Practicà també amb èxit el Supercross, havent quedat Campió d'Espanya d'aquesta modalitat els anys 1988 i 1989.
Durant la seva carrera coincidí amb l'elder Pablo Colomina, amb qui l'unia una bona amistat des de l'edat escolar. Tots dos protagonitzaren nombrosos duels als circuits i mantingueren una gran rivalitat esportiva, reflex de la tradicional rivalitat entre els municipis d'Elda i Petrer. Durant anys, quan es disputava la prova puntuable per al campionat estatal al circuit La Melva d'Elda, hi assistien milers de seguidors de l'un o l'altre pilot.

## Palmarès
| Any          | Motocicleta  | C. d'Espanya de MX | C. d'Espanya de MX | C. Esp. SX 250cc |
| Any          | Motocicleta  | 250cc              | 125cc              | C. Esp. SX 250cc |
| ------------ | ------------ | ------------------ | ------------------ | ---------------- |
| 1981         | Gilera       | 29è                | 15è                |                  |
| 1982         | Derbi/Anvian | 23è                | 7è                 |                  |
| 1983         | Anvian       | -                  | 8è                 |                  |
| 1984         | KTM          | ?                  | ?                  |                  |
| 1985         | KTM          | ?                  | 2n                 |                  |
| 1986         | Honda        | ?                  | 3r                 |                  |
| 1987         | Honda        | 2n                 | ?                  |                  |
| 1988         | Honda        | 1r                 | -                  | 1r               |
| 1989         | Honda        | 2n                 | -                  | 1r               |
| 1990         | Honda        | 1r                 | -                  |                  |
| 1991         | Honda        | 1r                 | -                  |                  |
| 1992         | Honda        | 1r                 | -                  |                  |
| Total títols | Total títols | 4                  | 0                  | 2                |
|              |              | 6 estatals         |                    |                  |